# 的場順三
的場 順三（まとば じゅんぞう、1934年9月15日 - ）は、日本の大蔵・国土官僚。滋賀県出身。血液型はB型。第1次安倍内閣の内閣官房副長官（事務担当）を務めた。

## 来歴
大津市立皇子山中学校、滋賀県立大津東高等学校（現滋賀県立膳所高等学校）を経て、1957年 京都大学経済学部卒業後、大蔵省に入省（主計局総務課に配属）。同期に保田博（初代国際協力銀行総裁、大蔵事務次官、主計局長、大臣官房長）、内海孚（財務官、国際金融局長、在米国大使館公使）、森田一、藤田恒郎ら。
1962年7月 大臣官房調査課調査第二係長。1964年7月 伊勢崎税務署長。1973年7月 熊本県企画開発部長。主計局主計企画官（調整担当）、主計局調査課長、主計局主計官（文部、科学技術、文化担当）、主計局主計官（農林水産担当）、主計局総務課長などを経て、1982年6月 東京税関長。1983年6月 主計局次長。1985年6月25日 大臣官房付。同年7月に内閣官房内閣審議室長（内閣内政審議室長）。1989年9月1日より国土事務次官。1990年9月13日に退官し、翌9月14日より国土庁顧問となる。
同年12月1日から中小企業金融公庫副総裁（ - 1994年7月31日）。また、総理府土地政策審議会委員、総理府阪神・淡路復興対策本部参与なども就いていた。
1995年8月21日から大和総研理事長。1996年8月より日本船舶振興会理事に就任。2006年9月、第1次安倍内閣の発足に伴い内閣官房副長官（事務担当）に就任（ - 2007年9月）。
2009年4月、旭日大綬章を受章。

## 内閣内政審議室長時代

### 内閣補佐体制の要として
内閣官房内閣内政審議室長時代、内閣官房内閣安全保障室長を務めていた佐々淳行と意気投合した。佐々の著書によると「内政審議室と安全保障室は『お互い領空侵犯し合おう』（組織の壁を越えて協力し合おうという意味）と約束した」という。また、佐々が自身と後藤田の関係をまとめた『わが上司 後藤田正晴』の文庫版を出版した際、巻末の解説を的場が担当している。
また、的場は当時の上司であった内閣官房長官・後藤田正晴にも気に入られていた。後藤田が政界引退後、フジテレビ系列のテレビ番組「平成日本のよふけ」に出演した際、佐々、岡本行夫（岡本も後藤田のお気に入りだと番組中言われている）とともに的場も出演している。なお、警察庁出身で衆議院議員の平沢勝栄は、的場の内政審議室長時代、後藤田の秘書官として、ともに後藤田の下で働いていた。
1986年発表の前川リポート（経済構造調整研究会報告）の取りまとめにも奔走した。

### 元号「平成」の制定担当
在職中であった1985年から1989年にかけて、昭和の次の元号制定準備にも関わり、国内の学者数人へ極秘裏に、新元号の候補作成を依頼していた。的場によるとこの間、10以上の元号候補が集められ、これらが昭和最後の前日となる1989年1月6日から7日にかけて「平成」「修文」「正化」の3つに絞られたという。『国の内外にも平和が達成される』という意味においても「平成」は政府として第一候補だったという。そしてアルファベットを使った略語を使う際に「修文」と「正化」ではともに頭文字がSとなって昭和のSとの区別がつかなくなるが、「平成」ならHになるので混乱しないことが決め手になった。
なおこの元号制定の経緯、特に考案者については制定時に20年間の極秘事項とされた。竹下登（当時の内閣総理大臣）、小渕恵三（当時の内閣官房長官）らとの会談により、「考案者の名前が出れば、本人にまつわる色々なことからケチがつく。20年は黙っておくこと」として決められたものである。実際に当事者だった的場から「平成」の考案者は山本達郎であることが公表されたのは、改元から26年を経た後のことだった。

## 内閣官房副長官時代
2006年9月21日、前日に行われた自民党総裁選で当選した安倍晋三に祝電を送ったところ、翌22日に安倍から内閣官房副長官（事務担当）への就任を要請され、翌日要請を受け入れた。内閣官房副長官は自治省、警察庁、厚生省といった旧内務省系省庁の事務次官経験者が充てられるのが慣例となっていたため、大蔵省出身で退官後15年以上にわたり民間で過ごしてきた的場の起用は異例であった。的場の官房副長官起用は、安倍の掲げる政治主導の促進と「内閣の知恵袋」としての役割を期待されてのことだと言われている。
内閣官房経験のある的場は石原信雄の後任として、かつて官房副長官就任が取り沙汰されたこともある。就任後は、定期的に迎賓館前で記者団の質問に答えている。
しかし、2006年に就任した頃は16年近く中央省庁から離れていたこともあり現役官僚への人脈が乏しく、また、首相補佐官や閣僚との軋轢も多かったため「政権運営に支障をきたした」とも評された。

## エピソード
- 第一次安倍政権下、内閣官房副長官（財務省OB）という肩書のもと官僚トップとして官邸にいた彼は、内閣府職員から天下り斡旋の禁止を盛り込んだ経済財政諮問会議の民間議員ペーパーの事前説明を受けると、机を叩いて激怒した[17]。
- 趣味が旅行で約150回の海外旅行を経験している。
- 大蔵官僚として米穀を担当していた頃、高度経済成長時代で電化製品に比べ逆ざや状態にある米の生産者たちからの、米価上昇を求める陳情で矢面に立つことになった。ここで農民をバックに控える自民党議員、特に渡辺美智雄、中川一郎、湊徹郎のいわゆる「3チャン艦隊（ミッチャン、イッチャン、テッチャン）」とも相対することとなり、毅然たる対応を見せる的場に「（議員バッジを指さしながら）これ付けてからそういう生意気なこと言え」などと罵倒されたという。また、そうした議員たちが自民党本部での会合の際、的場の前で大声を出したり灰皿を放り投げるなどの事態がたびたびあった。しかしそのうち、これは傍聴席にいる農民たちに向けて、頑張っていることを見せるためにやっていることだと気づき、それ以降は怖くなくなったという[12]。
- 中曽根内閣の次に成立した竹下内閣の小沢一郎内閣官房副長官が「いまの（内閣）五室長は無能」と発言したことに反発し、「私どもは中曽根・後藤田体制では十分にお役に立ちました。もしいま私たちが機能しないとすれば、それは上の方の御器量の問題です」と当人を前に面罵して、佐々を驚かせたという[18]。。
- 安倍晋太郎と長年交流があり、息子の晋三ともメールで連絡を取り合う間柄であり、その関係から官房副長官就任を受け入れた[15]。また、第1次安倍改造内閣の総辞職はテレビの報道で知り、その際、「もういっぺんやりましょう」と再起を持ち掛けたという[15]。
- 上記「平成日本のよふけ」に後藤田が初出演した際に共演。司会の香取慎吾が当日、東京ドームでライブを行い、集客は5万人にもなると聞いた後藤田が「ほう? 五万人?そりゃえらいことだ。五万人、いうたら大変な人数だよ、ワシが 選挙でそれだけ票を集めるのは大変なんじゃよ」と感嘆すると、的場は「先生のは先生がお金出すんでしょうが、慎吾さんの場合は五万人が金を払って彼を見にくるんですよ」と茶化し、後藤田は「おいおい、人聞きの悪いこというな、ワシが買収しとるみたいに聞えるがな」と応酬したという[19]。

## 著書
- 『座して待つのか、日本人』ワック、2000年。ISBN 978-4-8983-1018-2。
- 『IT時代を賢く生きる99の知恵―暮らしから政治まで』海竜社、2001年。ISBN 978-4-7593-0668-2。
- 『その時、日本が動く―私が見た政治の裏側』海竜社、2013年。ISBN 978-4-7593-1283-6。
- 『日本の7つの大問題』海竜社、2015年。ISBN 978-4-7593-1430-4。